# Заморочення
Заморо́чення — село в Україні, у Михайлюцькій сільській громаді Шепетівського району Хмельницької області. До 2020 підпорядковувалось Городнявській сільській раді. Населення села становить 190 осіб (2007).

## Географія
Заморочення лежить на північно-східній околиці села Городнявка, на півдорозі до села Дубіївка. Через село проходить дорога, а на південній околиці — залізниця, Шепетівка—Звягель.
Село розташоване на правому березі річки Лизнівка.

## Історія
У 1906 році село Хролинської волості Ізяславського повіту Волинської губернії. Відстань від повітового міста 37 верст, від волості 6. Дворів 82, мешканців 701.

## Населення

### Мова
Розподіл населення за рідною мовою за даними перепису 2001 року:
| Мова       | Відсоток |
| ---------- | -------- |
| українська | 97,37%   |
| російська  | 2,63%    |

## Галерея

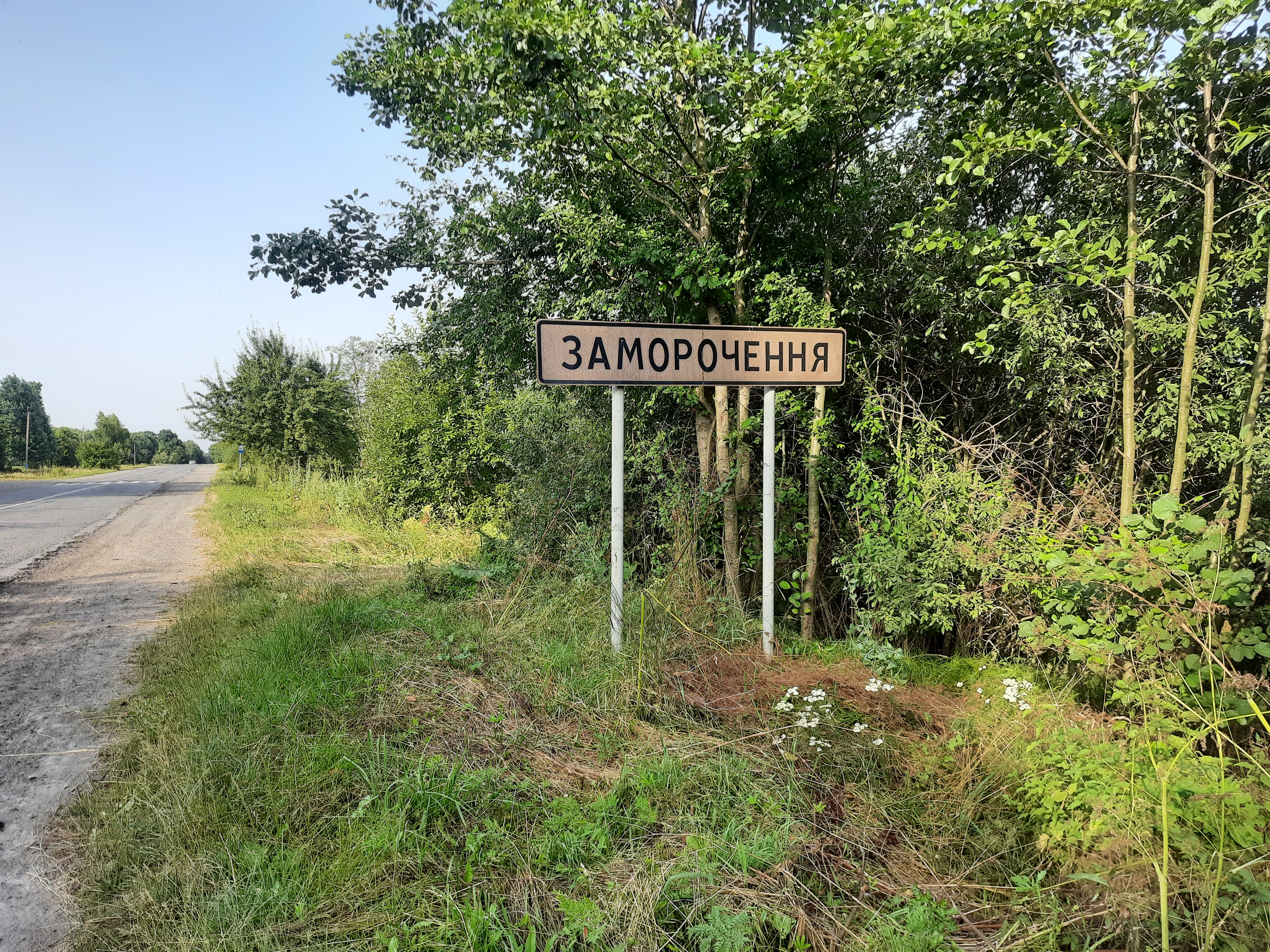
Дорожній знак при в'їзді в село
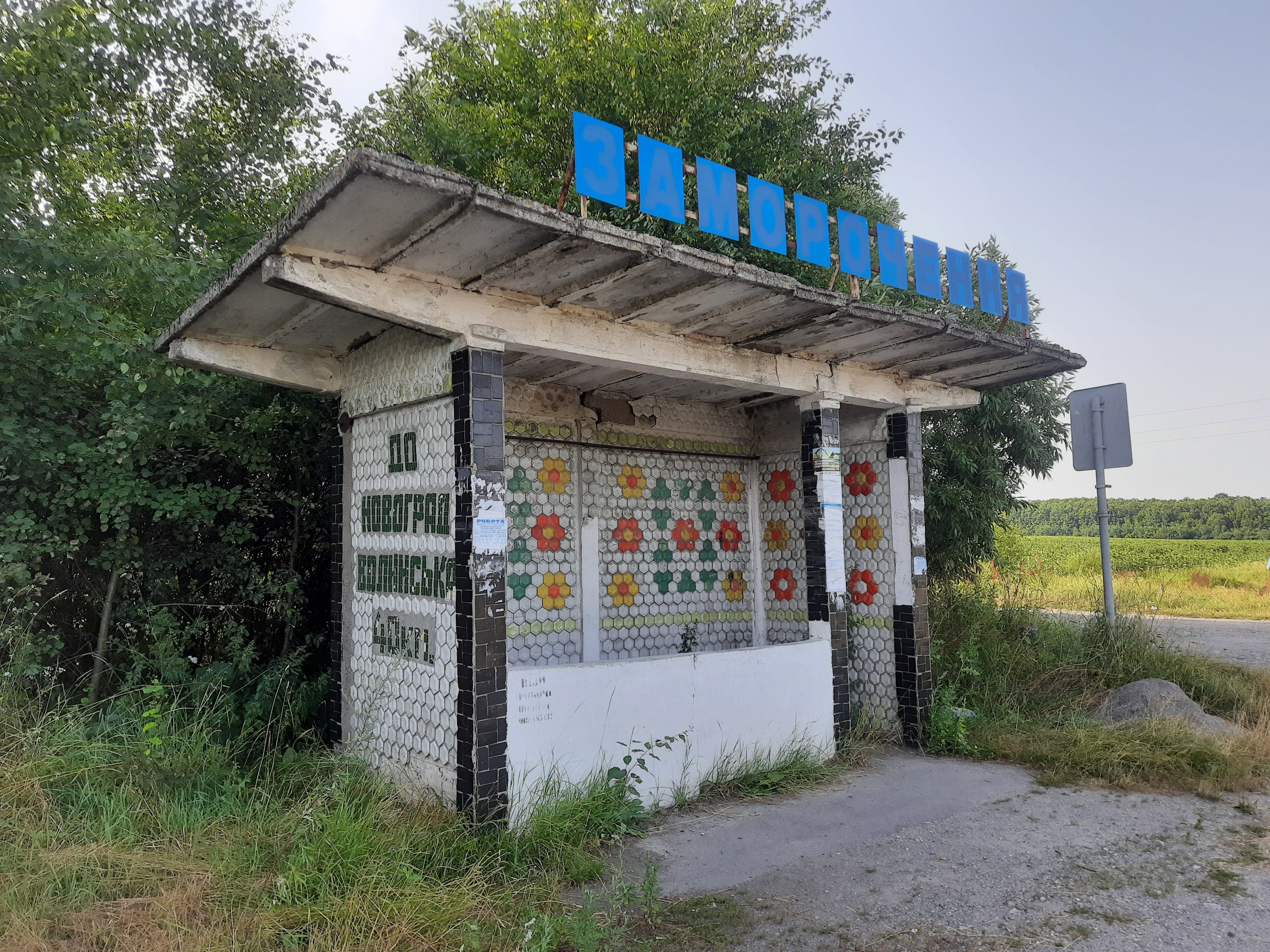
Автобусна зупинка